# Philosophical Magazine

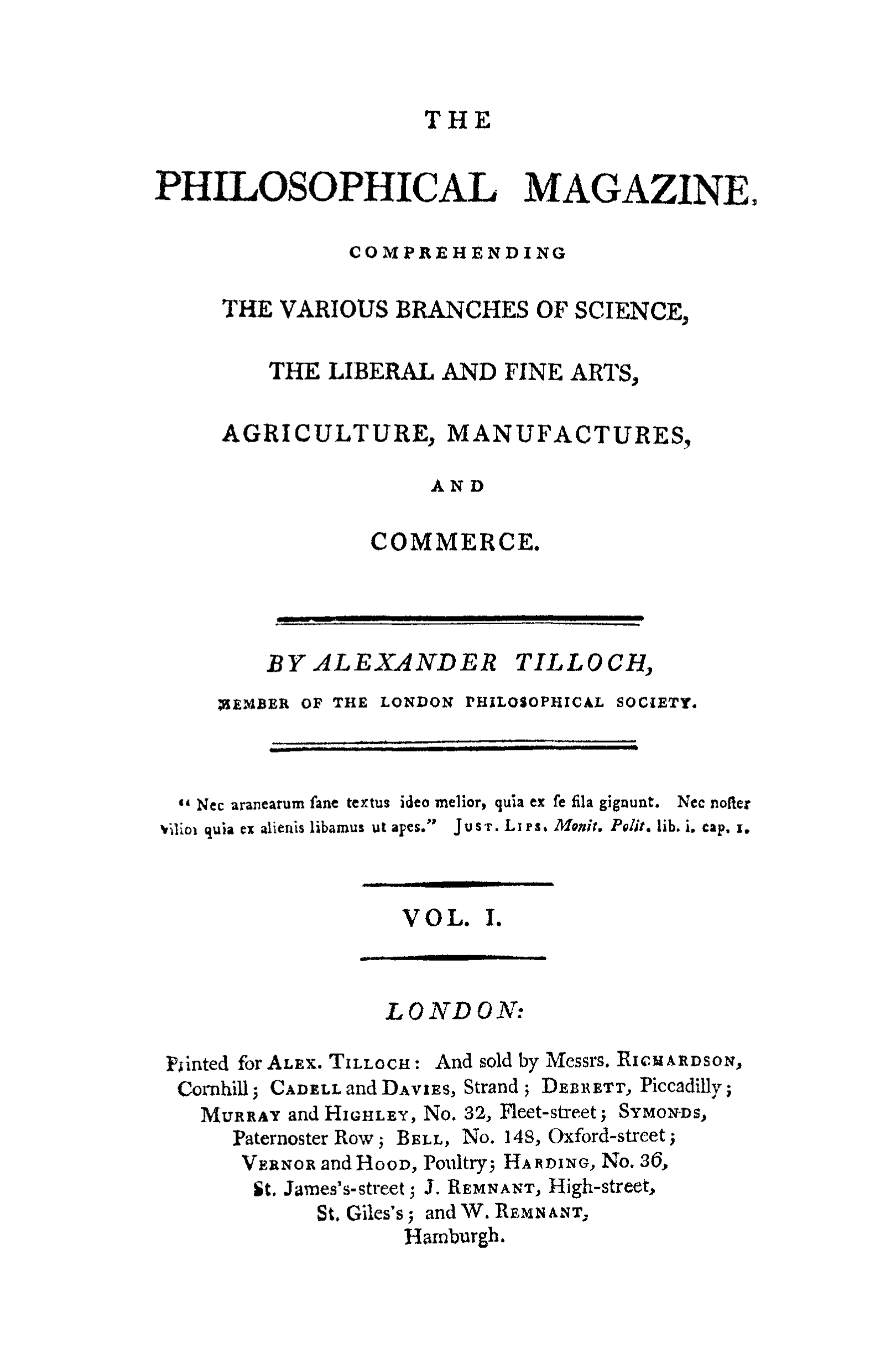
Trang bìa lần xuất bản đầu tiên

Philosophical Magazine là một trong những tạp chí khoa học lâu đời nhất được xuất bản bằng tiếng Anh. Tạp chí được Alexander Tilloch (1759–1825) thành lập năm 1798 tại Luân Đôn . Năm 1822 Richard Taylor trở thành biên tập chung . Tạp chí được Taylor & Francis xuất bản liên tục từ năm 1852 đến nay .

## Lịch sử
Tên của tạp chí bắt nguồn từ thời kỳ "triết học tự nhiên" bao hàm tất cả các khía cạnh của khoa học. Tập xuất bản đầu tiên có bài với tựa đề "Tài khoản của ông Cartwright's Patent Steam Engine". Các bài khác bao gồm "Các phương pháp phát hiện rượu có pha trộn với bất kỳ kim loại nào gây hại cho sức khoẻ" và "Mô tả về Thiết bị được sử dụng bởi Lavoisier để sản xuất nước từ các thành phần của nó, oxy và hydro".
Sang thế kỷ XIX tạp chí là nơi đăng tải các bài báo kinh điển của Humphry Davy, Michael Faraday và James Prescott Joule. Trong những năm 1860 James Clerk Maxwell đã đóng góp một số bài báo dài, kết quả là một bài báo có trích dẫn rằng ánh sáng là một làn sóng điện từ hoặc, ông tự đặt ra câu nói: "Chúng ta không thể tránh được suy luận rằng ánh sáng bao gồm các vạch ngang của cùng một môi trường, nguyên nhân của hiện tượng điện và từ". Cuốn sách thực nghiệm nổi tiếng của Albert A. Michelson và Edward Morley được xuất bản năm 1887, và điều này đã được J. J. Thomson tiếp tục với bài báo "Cathode Rays", về cơ bản là sự khám phá ra điện tử.
Năm 1814, Philosophical Magazine kết hợp với Journal of Natural Philosophy, Chemistry, and the Arts (Tạp chí Triết học tự nhiên, Hóa học và Nghệ thuật), hay còn gọi là Nicholson's Journal (do xuất bản bởi William Nicholson), để lập ra The Philosophical Magazine and Journal. Các vụ sáp nhập tiếp theo với Annals of Philosophy và The Edinburgh Journal of Science đã dẫn tới việc tái lập tạp chí vào năm 1840, là The London, Edinburgh, and Dublin Philosophical Magazine and Journal of Science.
Năm 1949, tựa đề được chuyển sang Philosophical Magazine.